# Nationalliga A (1982/1983)
Nationalliga A (1982/1983) – 86. edycja najwyższej piłkarskiej klasy rozgrywkowej w  Szwajcarii. W rozgrywkach wzięło udział szesnaście drużyn. Mistrzowski tytuł wywalczyła drużyna Grasshopper Club Zurych. Królem strzelców ligi został Jean-Paul Brigger z Servette FC, który zdobył 21 goli.

## Drużyny
| Uczestnicy poprzedniej edycji                                                                                 | Uczestnicy poprzedniej edycji | Uczestnicy poprzedniej edycji | Uczestnicy poprzedniej edycji |
| --- | ----------------------------- | ----------------------------- | ----------------------------- |
| GRA | Grasshopper Club Zurych       | 1                             |                               |
| SER | Servette FC                   | 2                             |                               |
| ZUR | FC Zürich                     | 3                             |                               |
| NEU | Neuchâtel Xamax               | 4                             |                               |
| YBO | BSC Young Boys                | 5                             |                               |
| SIO | FC Sion                       | 6                             |                               |
| AAR | FC Aarau                      | 7                             |                               |
| BAS | FC Basel                      | 8                             |                               |
| LUZ | FC Luzern                     | 9                             |                               |
| GAL | FC Sankt Gallen               | 10                            |                               |
| VEV | Vevey Sports                  | 11                            |                               |
| BEL | AC Bellinzona                 | 12                            |                               |
| LAU | FC Lausanne-Sport             | 13                            |                               |
| BUL | FC Bulle                      | 14                            |                               |
| Awans z Nationalligi B (1981/1982)                                                                            |                               |                               |                               |
| WIN | FC Winterthur                 | 1                             |                               |
| WET | FC Wettingen                  | 2                             |                               |
| Oznaczenia: - kolumna pierwsza – skróty nazw drużyn, - kolumna trzecia – miejsce zajęte w poprzednim sezonie. |                               |                               |                               |

Po poprzednim sezonie spadły: Nordstern Basel i FC Chiasso.

## Rozgrywki

### Tabela
| Lp. | Drużyna                 | M  | Z  | R  | P  | Bramki | Bramki | Różn. | Pkt | Uwagi                                   |
| --- | ----------------------- | -- | -- | -- | -- | ------ | ------ | ----- | --- | --------------------------------------- |
| 1   | Grasshopper Club Zurych | 30 | 24 | 1  | 5  | 86     | 29     | +57   | 49  | Puchar Europy • I runda                 |
| 2   | Servette FC             | 30 | 22 | 4  | 4  | 65     | 24     | +41   | 48  | Puchar Zdobywców Pucharów • 1/16 finału |
| 3   | FC Sankt Gallen         | 30 | 17 | 6  | 7  | 61     | 31     | +30   | 40  | Puchar UEFA • 1/32 finału               |
| 4   | FC Zürich               | 30 | 17 | 4  | 9  | 55     | 39     | +16   | 38  | Puchar UEFA • 1/32 finału               |
| 5   | FC Lausanne-Sport       | 30 | 15 | 7  | 8  | 51     | 28     | +23   | 37  |                                         |
| 6   | Neuchâtel Xamax         | 30 | 15 | 7  | 8  | 61     | 40     | +21   | 37  |                                         |
| 7   | FC Sion                 | 30 | 12 | 11 | 7  | 51     | 36     | +15   | 35  |                                         |
| 8   | FC Luzern               | 30 | 14 | 3  | 13 | 57     | 56     | +1    | 31  |                                         |
| 9   | BSC Young Boys          | 30 | 11 | 8  | 11 | 35     | 42     | −7    | 30  |                                         |
| 10  | FC Wettingen            | 30 | 8  | 9  | 13 | 40     | 47     | −7    | 25  |                                         |
| 11  | FC Basel                | 30 | 10 | 5  | 15 | 47     | 56     | −9    | 25  |                                         |
| 12  | Vevey Sports            | 30 | 9  | 4  | 17 | 42     | 61     | −19   | 22  |                                         |
| 13  | AC Bellinzona           | 30 | 8  | 5  | 17 | 36     | 74     | −38   | 21  |                                         |
| 14  | FC Aarau                | 30 | 8  | 4  | 18 | 32     | 52     | −20   | 20  |                                         |
| 15  | FC Bulle (S)            | 30 | 4  | 4  | 22 | 27     | 87     | −60   | 12  | Spadek do Nationalliga B                |
| 16  | FC Winterthur (S)       | 30 | 2  | 6  | 22 | 30     | 74     | −44   | 10  | Spadek do Nationalliga B                |

## Najlepsi strzelcy
23 bramki
- Jean-Paul Brigger (Servette FC)

18 bramek
- Georges Bregy (FC Sion)

16 bramek
- Peter Risi (FC Luzern)

15 bramek
- Markus Schneider (FC Wettingen)

14 bramek
- Manfred Braschler (FC Sankt Gallen)
- Claudio Sulser (Grasshopper Club Zurych)

12 bramek
- André Egli (Grasshopper Club Zurych)
- Lucien Favre (Servette FC)
- Joachim Siwek (Vevey Sports)